# Уингейт, Реджинальд
Реджинальд Уингейт (англ. Reginald Wingate; 25 июня 1861, Порт-Глазго, Инверклайд, Шотландия, Соединённое королевство Великобритании и Ирландии — 29 января 1953, Данбар, Восточный Лотиан, Шотландия, Великобритания) — британский военный деятель, дипломат и колониальный чиновник, служивший в Египте и Судане.

## Биография
Родился в семье торговца тканями Эндрю Уингейта из Глазго и Элизабет, дочери Ричарда Тёрнера из Дублина; был седьмым ребёнком в семье, отец умер спустя год после его рождения. Образование получил в Военной академии в Вулидже, получив в 1880 году звание лейтенанта артиллерии. В 1880—1883 годах служил в Британской Индии и в Адене, в 1883 году был направлен на службу при египетской армии в качестве помощника сэра Ивлина Вуда, занимавшегося её реорганизацией. В том же 1883 году был награждён египетским хедивом орденом Османие IV класса. Во время Нильской экспедиции Чарльза Джорджа Гордона в 1884—1885 годах был советником и военным атташе Вуда в Хартуме и за усердную службу был временно повышен в звании до майора. После непродолжительной службы в Англии в 1886 году вновь был направлен на службу в египетскую армию, став атташе Фрэнсиса Грефелла. Принимал участие в боевых действиях на суданской границе в 1889 году, в том числе в сражении при Тоски, затем в кампании 1891 года, в том числе участвовал в штурме Токара. В 1894 году был назначен губернатором Суакина. В основном занимался разведывательными операциями, в 1888 году получил звание генерал-адъютанта и в 1892 году возглавил разведывательные операции в Судане. Свободно владел арабским языком, занимался изучением культуры Судана, вёл допросы пленных и беженцев, изучал захваченные у махдистов документы; на основе всех этих изысканий в 1891 году опубликовал получившую признание работу «Mahdtism and the Egyptian Sudan» о появлении Махди и последующих событиях в стране. Во многом именно благодаря его участию священники Охрвальдер и Росселини и две монахини смогли совершить успешный побег из заточнения в Омдурмане в 1891 году; Уингейт также участвовал в операции по спасению Слатина-паши в 1895 году. Уингейт также перевёл с немецкого на английский язык, литературно обработал и издал воспоминания о плене Охрвальдера («Ten Years in the Mahdi’s Camp», 1892) и Слатина («Fire and Sisord in the Sudan», 1896).
В должности руководителя местной военной разведки Уингейт участвовал в британской кампании в Судане 1896—1898 годах, результатом которой стало завоевание этой страны, в том числе принимал участие в сражениях при Ферке, Атбаре и Омдурмане и экспедиции в Фашоду. В марте—июне 1897 года находился в Абиссинии как заместитель руководителя британской миссии Реннелла Родда. За службу получил звание полковника и множество военных наград (в том числе орден Святого Михаила и Святого Георгия) и благодарность от парламента. Находился в составе экспедиционных войск, в ноябре 1899 года разгромивших остатки сил дервишей в Умм-Дивайкарате и Кордофане. 13 марта 1900 года был награждён за эту кампанию орденом Бани. В декабре 1899 года, сменив лорда Китченера, переведённого в Южную Африку, Уингейт стал генерал-губернатором Судана и сердаром египетской армии. Его правление в Англо-Египетском Судане было достаточно эффективным и позволило быстро восстановить опустошённую восстанием махдистов страну. В 1903 году был повышен в звании до генерал-майора, в 1908 году — до генерал-лейтенанта. Имел также титул паши и в 1905 году получил почётную степень доктора права от Оксфордского университета. В 1909 году возглавил по приказу правительства миссию в Британский Сомалиленд с целью разведки военной обстановки в связи с планировавшейся эвакуацией британских войск из внутренних областей протектората. В ноябре 1913 года получил звание полного генерала; участвовал в Первой мировой войне, в 1916—1918 годах командовал британскими войсками в Хиджазе, в 1917—1919 годах был верховным комиссаром в Египте, будучи отправлен в отставку за неэффективное противодействие беспорядкам, возглавлявшимся Саадом Заглулом. В 1920 году получил титул баронета, 1 февраля 1922 года вышел в отставку с военной службы и никогда более на неё не возвращался, хотя продолжал получать почётные воинские звания.
- Эта статья (раздел) содержит текст, взятый (переведённый) из одиннадцатого издания «Британской энциклопедии», перешедшего в общественное достояние.